# Fernando Bordoni
Fernando Bordoni (* 15. Juli 1937 in Mendrisio, heimatberechtigt in Gandria) ist ein Schweizer Künstler und Kunstpädagoge. Sein Werk umfasst Tafelgemälde, Zeichnungen, Aquarelle, Wandgemälde, Collagen, Grafiken, Mosaike und Installationen.

## Leben und Werk
Fernando Bordoni studierte von 1957 bis 1961 an der Accademia di Belle Arti di Brera. 1963 eröffnete er in Lugano sein Atelier und besuchte die Ateliers seiner Künstlerfreunde Carlo Cotti, Filippo Boldini und Remo Rossi. In der Folge lernte er Hans Arp, Hans Richter und Fritz Glarner kennen. Glarner ermutigte ihn, Europareisen zu unternehmen. So hielt er sich 1963 in London auf und kam mit der Pop Art in Berührung. 1965, 1966 und 1967 erhielt er ein Eidgenössisches Kunststipendium.
In den 1960er- und 1970er-Jahren experimentierte Bordoni mit auf Papier getuschten Autoreifenabdrücken. Diese Arbeiten legten den Grundstein für seine späteren Werke. 1969 verlegte er sein Atelier in eine vier Etagen umfassende Liegenschaft. Diese teilte er sich mit den Künstlern Giancarlo Tamagni, Sergio Piccaluga und Gottardo Ortell. Dank dem von Enrico Bianda, dem Gründer der Galerie Flaviana, geförderten Minimultipli-Projekt nahm er an der 4. documenta in Kassel und 1969 an der Biennale in Venedig teil.
In den 1970er-Jahren gab er die Pop Art zu Gunsten einer ausschliesslich der geometrischen Abstraktion gewidmeten Bildforschung auf. Um die Mitte der 1970er-Jahre festigte er seine persönliche künstlerische Sprache. So erforschte er immer wieder neue künstlerische Ausdrucksweisen.
Seine Werke stellt er seit 1965 in zahlreichen Gruppen- und Einzelausstellungen aus. 1989 wurden seine Werke in einer Retrospektive-Ausstellung im städtischen Kunsthaus in Locarno gezeigt. Ab 1972 schuf er zudem Werke im öffentlichen Raum von Locarno.
Von 1976 bis 1996 war Bordoni Mitglied in der kantonalen Kunstkommission sowie von 1980 bis 1981 Mitglied der kantonalen Kommission für historische und künstlerische Denkmäler. Von 1970 bis 1997 unterrichtete er am Gymnasium von Lugano.
In den frühen 1990er-Jahren experimentierte er mit polychromen Schraffuren, um geometrisch definierte Bereiche auf dem monochromen Hintergrund der Leinwand oder des Blattes zu skizzieren und subtile tonale Schwingungen zu erzielen.
2015 schenkte Bordoni dem Museum Villa di Cedri in Bellizona eine Sammlung von über 100 Arbeiten auf Papier. Das Museum widmete ihm 2018/2019 eine Retrospektive. Seine Werke befinden sich in weiteren privaten und öffentlichen Sammlungen.